# Unstrut-Hainich
Unstrut-Hainich è un comune tedesco con status di Landgemeinde nel Land della Turingia.
Non esiste alcun centro abitato denominato «Unstrut-Hainich»: si tratta pertanto di un comune sparso.
Svolge il ruolo di "comune amministratore" (Erfüllende Gemeinde) nei confronti del comune di Schönstedt.

## Storia
Il comune di Unstrut-Hainich fu creato il 1º gennaio 2019 dalla fusione dei comuni di Altengottern, Flarchheim, Großengottern, Heroldishausen, Mülverstedt e Weberstedt.